# Microchilus viridissimus
Microchilus viridissimus är en orkidéart som beskrevs av Paul Ormerod. Microchilus viridissimus ingår i släktet Microchilus och familjen orkidéer. Inga underarter finns listade i Catalogue of Life.